# アイルランド空軍
アイルランド空軍（アイルランドくうぐん、愛: An tAerchór、英: Irish Air Corps）は、アイルランドの空軍組織である。2016年時点で人員733名、航空機24機を有する。

## 歴史
アイルランド空軍の歴史は1921年の独立交渉にまで遡ることができる。独立交渉の過程において、交渉が決裂した場合、独立運動指導者マイケル・コリンズをアイルランドへ脱出させるために、ロンドン郊外の飛行場に複葉機が待機していたことがはじまりである。この作戦は行われることがなかったものの、1922年の独立後は、6月に軍用航空機の導入を開始している。
1922年末までにブリストルF.2B複葉戦闘機 6機を含む、10機の航空機と400名の人員を有していた。
1930年代には、予算不足ではあったものの、1938年には4機のグロスター グラディエーター戦闘機を導入している。さらに8機の注文を行っていたものの、第二次世界大戦の勃発により、それは入手できなくなった。
第二次世界大戦中、アイルランドは中立を保った。他国の機体と空中戦を行った記録はないが、阻塞気球が撃墜されたり、ドイツ軍機による誤爆などはあった。なお、戦争期間中、163機の他国の機体がアイルランド領内に着陸し、ホーカー ハリケーンやフェアリー バトル、ロッキード ハドソンなどの機体を入手することができた。特にハリケーンは有力な戦力となり、最大で20機程度が使われた。
第二次世界大戦後は、ハリケーンはスーパーマリン シーファイアに更新され、複座の練習機型も導入された。1956年からは、デ・ハビランド バンパイアジェット戦闘機が導入された。
1963年には、初のヘリコプターとしてSA 316アルエットIIIを導入し、これは21世紀初頭まで7機が運用された。これは、捜索・救難任務機に使用され、運用期間中に3,300人以上を救難した。1970年代半ばには、初のジェット輸送機としてBAe 125-700を導入した。このほか、CASA CN-235などの海洋哨戒機の導入も行っている。
1990年にはアイルランドは欧州連合の議長国となり、アイルランド空軍は、ガルフストリーム IIIビジネスジェット機を使用して、アイルランド軍初の世界一周飛行を行っている。コースは、オタワ-アンカレッジ-札幌-ブルネイ-クチン-ムンバイ-ローマである。現在では輸送機部隊において、機体はガルフストリームIVに更新されている。

## 組織
- 空軍司令部（ケースメント飛行場（英語版））
- 第1作戦航空団
- 第3作戦航空団
- 第4支援航空団
- 第5支援航空団
- 通信情報支援戦隊

## 基地
| 基地名             | 所在地               | 備考 |
| ------------------ | -------------------- | ---- |
| ケースメント飛行場 | ダブリン県バルドネル |      |

## 装備
アイルランド空軍は戦闘機は保有しておらず、哨戒機とヘリコプター等で構成される。

### 固定翼機
| 名称                        | 画像 | 製造国         | 種別       | 現用数 | 備考                       |
| --------------------------- | ---- | -------------- | ---------- | ------ | -------------------------- |
| CN-235-100MPA               |      | スペイン       | 哨戒機     | 2機    |                            |
| FR172H                      |      | フランス       | 観測機     | 5機    |                            |
| BN2T-4S ディフェンダー 4000 |      | イギリス       | 観測機     | 1機    | 警察航空隊機材。           |
| リアジェット45              |      | アメリカ合衆国 | 要人輸送機 | 1機    |                            |
| PC-9M                       |      | スイス         | 練習機     | 7機    | 近接航空支援任務にも使用。 |

### 回転翼機
| 名称       | 画像 | 製造国   | 種別             | 現用数 | 備考             |
| ---------- | ---- | -------- | ---------------- | ------ | ---------------- |
| AW139      |      | イタリア | 汎用ヘリコプター | 6機    |                  |
| EC 135 T2  |      | フランス | 汎用ヘリコプター | 2機    | 警察航空隊機材。 |
| EC 135 P2+ |      | フランス | 練習ヘリコプター | 2機    |                  |

### 小火器
| 名称        | 画像 | 製造国       | 種別             | 備考 |
| ----------- | ---- | ------------ | ---------------- | ---- |
| H&K USP     |      | ドイツ       | 拳銃             |      |
| ステアーAUG |      | オーストリア | アサルトライフル |      |
| FN MAG 58M  |      | ベルギー     | 汎用機関銃       |      |